# 佐多久利
佐多 久利（さた ひさとし）は、江戸時代前期の薩摩藩士。佐多氏15代当主。

## 生涯
正保3年（1646年）1月24日、肝付兼屋の三男として生まれる。明暦2年（1656年）、佐多久孝の養子となって佐多氏の家督を相続する。
寛文10年（1670年）、藩主・島津光久の帰国許可の謝礼使として江戸に下り、江戸城で将軍・徳川家綱に拝謁した。
寛文11年（1671年）2月21日没、享年26。家督は母方の従弟にあたる虎三郎（光久の五男）が養子となって相続した。